# Gemersko-malohontská župa (Československo)
Gemersko-malohontská župa (slovensky Gemersko-malohontská župa) byla jedna ze žup, jednotek územní správy na Slovensku v rámci prvorepublikového Československa. Byla vytvořena při vzniku Československa vydělením z uherské Gemersko-malohontské župy. Existovala v letech 1918–1922, měla rozlohu 3 961 km² a jejím správním centrem byla Rimavská Sobota.

## Historický vývoj
Po vyhlášení Martinské deklarace dne 30. října 1918, kterou se Slovensko vydělilo z Uherska a přičlenilo k nově vzniklému Československu, zůstalo slovenské území dočasně rozdělené na administrativní celky vytvořené Uherskem. Jedním z těchto celků byla Gemersko-malohontská župa, která vznikla vydělením severní části původní uherské Gemersko-malohontské župy. V čele župy stál vládou jmenovaný župan, který disponoval všemi pravomocemi, zatímco samosprávná funkce župy byla potlačena.
Sídlo župy se nacházelo v Rimavské Sobotě.
Gemersko-malohontská župa existovala do 31. prosince 1922. K 1. lednu 1923 bylo na Slovensku vytvořeno nové župní zřízení, které bylo původně plánované pro celé Československo, nicméně realizováno bylo pouze právě na Slovensku.

## Geografie
Gemersko-malohontská župa se nacházela na středním Slovensku. Na východě hraničila s Novohradskou a Zvolenskou župou, na severu s Liptovskou župou, na severovýchodě se Spišskou župou a na východě s Abauj-turňanskou župou. Jižní hranice župy byla zároveň státní hranicí s Maďarskem.

## Administrativní členění
V roce 1919 se Gemersko-malohontská župa členila na sedm slúžňovských okresů (Feledince, Horehronský, Ratkov, Revúca, Rimavskosobotský, Rožňava a Tornaľa) a tři města se zřízeným magistrátem (Jelšava, Rožňava a Rimavská Sobota), která byla na úrovni okresů.